# Der Fall Bienlein

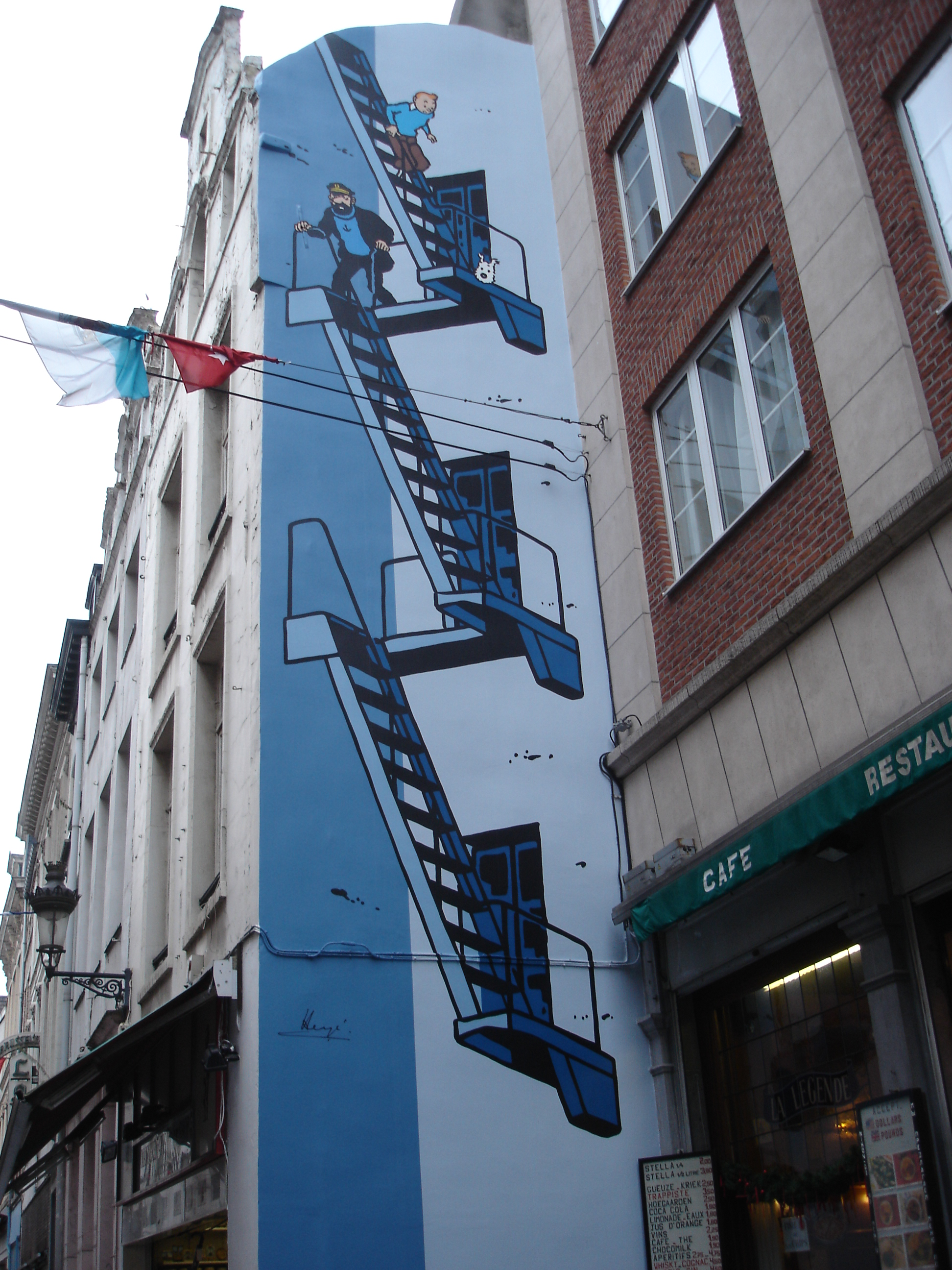
Wandgemälde nach einer Szene aus dem Band: Tim, Haddock und Struppi fliehen über eine Feuertreppe (Comic-Strip-Route in Brüssel)

Der Fall Bienlein (französischer Originaltitel: Les aventures de Tintin: L'Affaire Tournesol) ist der 17. Tim-und-Struppi-Band des belgischen Comiczeichners Hergé. Er erschien 1956.

## Handlung
Im Schloss Mühlenhof ereignen sich seltsame Dinge: Fensterscheiben und Spiegel gehen ohne ersichtlichen Grund zu Bruch, Gläser zerspringen in der Hand. Im Park wird ein Mann niedergeschossen, doch während Tim versucht, den Schützen zu finden, verschwindet das Opfer spurlos. Auch die Polizei ist ratlos. Im allgemeinen Chaos taucht unerwartet Professor Bienlein auf. Er sagt, er müsse für einige Tage nach Genf reisen und bricht ohne weitere Erklärungen auf.
Da seit der Abreise des Professors keine Scheiben mehr zu Bruch gehen, hegt Tim den Verdacht, er könne mit den mysteriösen Ereignissen etwas zu tun haben. In seinem Labor entdecken sie eine seltsame Apparatur, die sie aber zunächst nicht einordnen können. Es begegnet ihnen auch ein Mann, der dort offenbar eingebrochen war. Ihm gelingt zwar die Flucht, er verliert aber eine Zigarettenschachtel, auf der der Name eines Genfer Hotels steht.
Tim und Kapitän Haddock fliegen sofort nach Genf, da ihnen klar wird, dass der Professor in Gefahr ist. Sie werden auf Schritt und Tritt beobachtet, offenbar von Agenten eines fremden Staates. Im Hotel verpassen sie den Professor knapp, erfahren aber, dass dieser den Zug nach Nyon nehmen will – den sie (infolge eines „Unfalls“) ebenfalls nicht mehr erreichen. Während der Fahrt mit dem Taxi wird erstmals deutlich, dass sie ihr Ziel nicht erreichen sollen: Sie werden von einem schwarzen Wagen von der Straße gedrängt und landen im Genfersee. Sie können sich selbst aus der misslichen Lage befreien und reisen nach Nyon weiter, wo derselbe schwarze Wagen versucht, sie zu überfahren.
Als Tim und der Kapitän an der gesuchten Adresse in Nyon eintreffen, entdecken sie Dokumente, nach denen Bienlein an der Entwicklung einer Ultraschall-Waffe gearbeitet hatte. Würde sie fertiggestellt, wäre es eine Massenvernichtungswaffe. Im Keller des Gebäudes finden sie, gefesselt und geknebelt, Professor Topolino, den Kontaktmann von Bienlein. Der erklärt ihnen, dass Bienlein ihn kontaktiert habe, weil er dessen Rat brauchte. Während sich die drei unterhalten, wird das Haus, in dem sie sich befinden, in die Luft gesprengt.
Nachdem sie das Krankenhaus verlassen haben, rekapituliert Tim: Bienlein ist die Entwicklung einer Massenvernichtungswaffe gelungen und zwei Gruppen von Agenten aus Syldavien bzw. Bordurien versuchen, diese in ihren Besitz zu bringen. Eine Zigarette der jeweils in Bienleins Labor und Topolinos Haus vorgefundenen Marke führt sie zur bordurischen Botschaft, wo sie in der Nacht in ein Handgemenge zwischen Borduren und Syldaviern geraten. Dabei wird Bienlein erneut entführt, diesmal von den Syldaviern. Die beiden verfolgen die Flüchtigen über den See nach Frankreich hinein, zuerst mit einem Helikopter und dann mit einem gestoppten Wagen eines Italieners, der in halsbrecherischer Fahrt den gesuchten Wagen einholt. Dort finden sie Bienlein aber nicht, da er unter dem Rücksitz und nicht wie erwartet im Kofferraum versteckt war. Die Entführer starten anschließend mit einem Kleinflugzeug Richtung Syldavien.
Zurück in Genf organisieren Tim und der Kapitän Flugtickets nach Syldavien, erfahren aber, dass das Flugzeug mit dem entführten Professor in Bordurien zur Landung gezwungen wurde. Sie schaffen es (ausgerechnet mit Hilfe ihrer auffällig unauffälligen Schatten), den Flug zu wechseln und fliegen nach Szohôd, der Hauptstadt von Bordurien. Dort (angekündigt) werden sie zunächst freundlich empfangen – um ihnen zu ihrem erfolgreichen Flug zum Mond zu gratulieren – und ihnen persönliche Leibwächter beiseite gestellt. Diese sind natürlich Agenten, die die Helden überwachen sollten. Den beiden gelingt es jedoch beim Abendessen, die Agenten betrunken zu machen und danach zu fliehen.
Sie verstecken sich in der Oper, wo sie auf Bianca Castafiore treffen. Mit ihrer Hilfe können sie dem Polizeichef von Bordurien, Sponsz, der ihr eine Aufwartung macht, die Entlassungspapiere von Bienlein entwenden. Dieser sitzt im Geheimdienstgefängnis auf einer Burg und soll zur Kooperation und („freiwilligen“) Überlassung seiner Pläne gezwungen werden. Tim und der Kapitän machen sich verkleidet dorthin auf, wo es ihnen auch gelingt, den Professor zu befreien, kurz bevor der Schwindel auffliegt. Es beginnt eine halsbrecherische Fahrt zur Grenze, unter anderem mit einem gestohlenen Panzer.
Zu Hause angekommen vernichtet der Professor (auf für den Kapitän wie üblich schmerzhafte Weise) die Pläne seiner Entwicklung, da er ihre Gefährlichkeit verstanden hat.

## Historischer Hintergrund
Im 1956 erschienenen Band flammen die alten Feindseligkeiten zwischen Syldavien und Bordurien wieder auf – wie zuvor schon in König Ottokars Zepter sowie in Reiseziel Mond und Schritte auf dem Mond. Diesmal karikiert Hergé den Kalten Krieg zwischen dem Kapitalismus und dem Kommunismus. Plekszy-Gladz, der Diktator von Bordurien, erinnert an Stalin, während die Borduren selbst aber oft als Karikaturen der Nazis gesehen werden. Dies aufgrund ihrer SS-ähnlichen Uniformen und aufgrund ihres Grußes „Amaih Pleksy-Gladz“, der an das nationalsozialistische „Heil Hitler“ erinnert.

## Werk

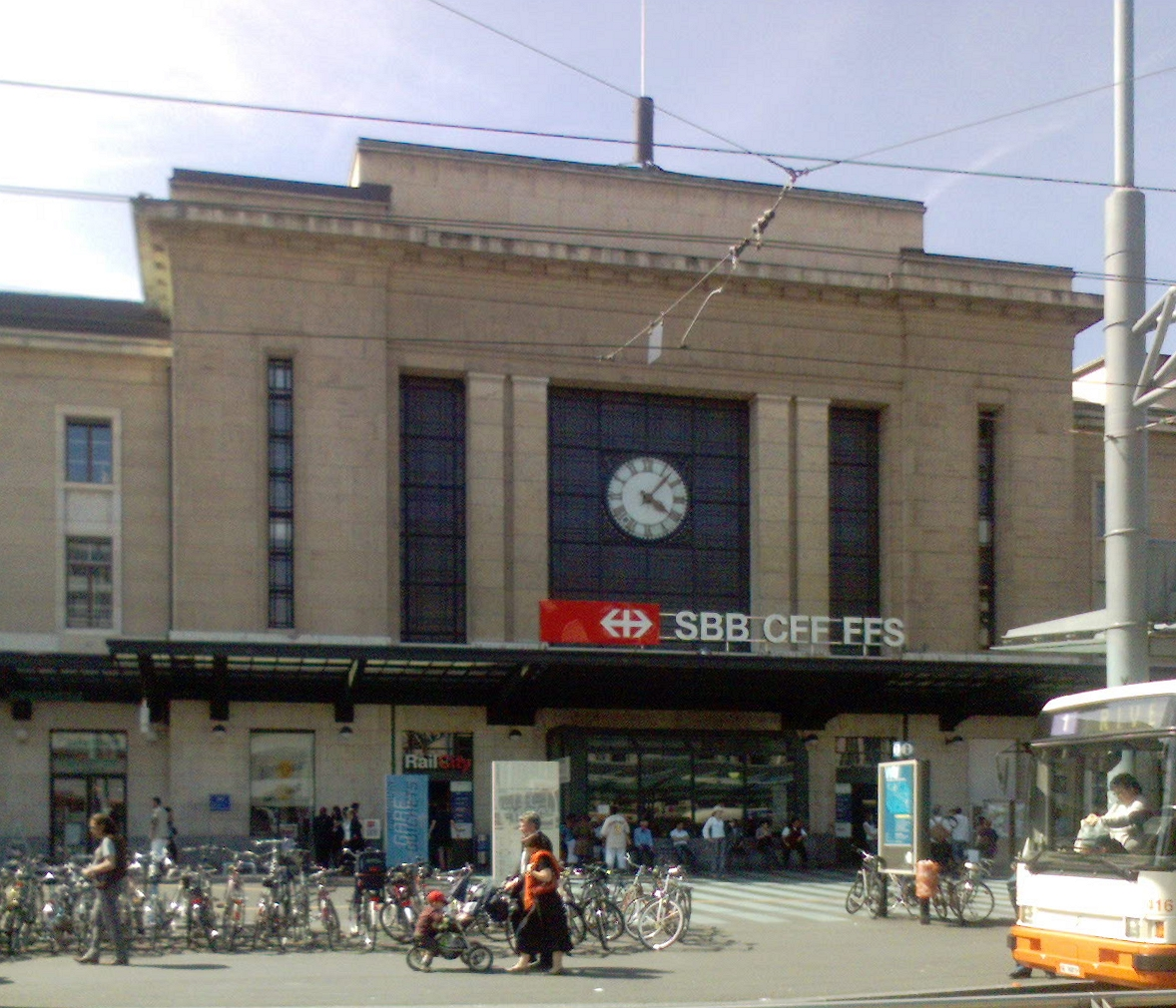
Der Bahnhof Genf Cornavin

Das Werk gilt auch als eines der zeichnerisch besten von Hergé. Die Bilder sind sehr detailreich und lebendig. Auch stellt Hergé den Personenkult um Plekszy-Gladz in allen möglichen Formen dar. Seine Ikone, der Schnurrbart, der auch die Flagge Borduriens ziert, erscheint auf Uniformen als Gradabzeichen, auf der Fassade von Gebäuden und als Markenzeichen und in der Stoßstangenform von Autos.
Der Band ist der einzige, der teilweise in der Schweiz spielt. Die real existierenden Orte, namentlich Nyon und Genf, sind sehr präzise abgebildet. Hergé hatte die Gegend selbst oft besucht. Den Bahnhof Genève Cornavin (das Innere ist jedoch an den Bahnhof Lausanne angelehnt) und das Hotel Cornavin, wo sich noch heute eine Statue von Tim und Struppi befindet, zeichnete er realistisch nach. Nur das Zimmer von Bienlein („Zimmer 122, vierte Etage“) gibt es so nicht. Das Haus von Topolino an der Adresse „Route de Saint-Cergue“ in Nyon existiert noch immer als „maison de Tintin“.
Neben dem auf Hergés Bruder zurückgehenden Oberst Sponsz (im brüsselschen Dialekt „Schwamm“ bedeutend) hat auch der Salbader Fridolin Kiesewetter seinen ersten Auftritt. Er wird, bis auf Tim in Tibet, in allen folgenden Alben auftreten. Er geht auf einen Händler zurück, welchen Herge während des Krieges in Boitsfort antraf.
Als wiederkehrendes Ärgernis – besonders für Haddock – führt Hergé auch den Metzger Schnitzel ein. Wie ein Leitmotiv wird wieder und wieder die Telefonnummer vom Mühlenhof mit derjenigen der Metzgerei verwechselt, was zu allerlei komischen Situationen führt.
Das dargestellte Buch von Leslie E. Simons „Deutsche Forschung im 2. Weltkrieg“ gibt es wirklich, nur dass Herge sich die Freiheit nahm, das Deckblatt zu verändern. Ebenso existierte die abgebildete Schallkanone wirklich.
Der exzentrische Verkehrsrowdy Arturo Cartoffoli mit seiner Lancia geht wohl auf Arturo Benedetti Michelangeli zurück, welcher sich auch für Autos begeisterte. E.P. Jacobs wird auf dem Plakat „Faust“ unter dem Namen Jacobini mit Bianca Castafiore verewigt.

## Adaptionen
Das Abenteuer wurde in beiden bisherigen Comicverfilmungen verwendet, in jener von 1962 und jener von 1992.